# Natasha Koroleva
Natalia Vladimirovna Porivay (transliteración en ruso: Ната́лия Влади́мировна Порыва́й; en ucraniano: Наталія Володимирівна Порива́й) (31 de mayo de 1973), más conocida como Natasha Koroleva (del ruso: Наташа Королёва) es una actriz y cantante rusa de origen ucraniano.

## Biografía
Koroleva es nativa de la ciudad de Kiev, capital ucraniana. Se presentó a su primera performance pública en 1976, a los tres años, cantando The Cruiser Aurora en el congreso anual de Komsomol. En 1985, a los doce, Koroleva escribió varios temas como Un Mundo Sin Milagros y Donde se Fue el Circo, obteniendo éxito popular en su terruño. En 1987, Koroleva ganó el "Premio Dorado Kamerton" de música. De 1988 a 1991. estudió desarrollo vocal en la Escuela Circense de Kiev-pop.
En 1989, Koroleva hizo su primera aparición internacional, en EE. UU. Prontamente se mudó a Moscú. Ha participado en muchos concursos y programas de televisión, entre ellos  Encuentro de Navidad y  Buenos días. En 1990 grabó la canción Tulipanes amarillos, que lanzó su éxito tanto en la URSS como en lo internacional. La canción alcanzó la final del festival "Canción del Año".
En 1992, Koroleva se embarcó en su primera gira de conciertos por Rusia, concluyendo con grandes espectáculos en el "Olympiski". Recorrió Israel en 1993, Alemania en 1994, y en Nueva York en 1997.

### Familia
Natasha tiene una hermana, Russya, una exitosa cantante ucraniana. Su primer marido fue el conocido cantautor ruso Igor Nikolayev. Actualmente está casada con Sergey Glushko, que a veces aparece con ella bajo apodo de "Tarzán". Tiene un hijo llamado Arhip.

## Principales éxitos
Entre 1990 y 1997, Koreleva realizó doce videos musicales para televisión: Tulipanes Amarillos (dirigidp por M. Mogilevskaya, 1990), Primer Beso (por I. Pesotsky), Bajo una Lluvia veraniega (director V. Vladimirov), Cuando el Amor muere (director I. Pesotsky), Chico de Kiev (director I. Pesotsky, 1993), Girasoles (D. Fix, 1995), ¿A mí? (D. Fix), Pequeña Comarca (O. Gusev), El Acordeonista (D. Fix, 1996), No Mueras (G. Gavrilov), Castañuelas de Verano (I. Nikolayev, 1997) y Lágrimas de Diamante (O. Bazhenov).
Luego de su divorcio de Igor Nikolayev, lanzó los álbumes Fragmentos del Pasado, Corazón, Créelo o No y El Paraíso Donde Estás Tú.
Es anfitriona y moderadora de varios programas de televisión y de conciertos, y ha participado en los programas de televisión Bailando con las Estrellas (en Rusia y en Ucrania) y en Dos Estrellas. Su segundo esposo, Sergey Glushko (reconocido como el estríper Tarzán) fue su compañero en esos proyectos.
Koroleva ha aparecido en varios papeles en el cine, incluyendo "Receta de Bruja" y "La Familia Alegre 2", esta última para la TV ucraniana. También ha diseñado joyas, liberando la colección titulada "Hijas-Madres" en 2008. En 2009, publicó la novela Striptease Masculino.

## Discografía
1. Yellow Tulips
2. Dolphin and Mermaid
3. Admirer
4. Confetti (solista)
5. Confetti (álbum)
6. Diamonds Tears
7. The Mother
8. Fragments of the Past
9. Heart
10. Believe or Not
11. Paradise, Where Are You